# Macronemus verrucosus
Macronemus verrucosus är en skalbaggsart som först beskrevs av Francis Polkinghorne Pascoe 1866.  Macronemus verrucosus ingår i släktet Macronemus och familjen långhorningar. Inga underarter finns listade i Catalogue of Life.